# Salle Bhumlu
Salle Bhumlu (nep. सल्ले भूम्लु) – gaun wikas samiti w środkowej części Nepalu w strefie Bagmati w dystrykcie Kavrepalanchok. Według nepalskiego spisu powszechnego z 2001 roku liczył on 522 gospodarstw domowych i 2600 mieszkańców (1345 kobiet i 1255 mężczyzn).